# دزدك (مقاطعة فومن)
دزدك (بالفارسية: دزدک) هي قرية تقع في غيلان في إيران. يقدر عدد سكانها بـ 236 نسمة بحسب إحصاء 2016.